# Sven Utterström
Sven Utterström   (Överluleå church parish, 16 de maig de 1901 - Överluleå church parish, 7 de maig de 1979) va ser un esquiador de fons suec, que va competir durant les dècades de 1920 i 1930.
El 1928 va prendre part en els Jocs Olímpics de Sankt Moritz, on fou novè en la prova dels 18 quilòmetres del programa d'esquí de fons. Quatre anys més tard, als Jocs de Lake Placid, va guanyar la medalla d'or en la prova dels 18 quilòmetres del programa d'esquí de fons, mentre en la cursa dels 50 quilòmetres fou sisè.
El 1929 i 1930 guanyà el Festival d'esquí de Holmenkollen. També destaquen dues medalles d'or al Campionat del Món d'esquí nòrdic, el 1930 en els 50 quilòmetres i el 1933 en els relleus 4 x 10 km. Aquest mateix any guanyà la plata en la cursa dels 50 km.